# Hans-Joachim Becker
Hans-Joachim Becker (* 19. November 1909 in Kassel; † 29. Oktober 1974 in Norheim) war Leiter der Zentralverrechnungsstelle für die Aktion T4 in der Zeit des Nationalsozialismus und Büroleiter der NS-Tötungsanstalt Hartheim. Er beteiligte sich maßgeblich an der Ermordung von Zehntausenden Menschen.

## Leben
Hans-Joachim Becker wurde am 19. November 1909 in Kassel als Sohn eines Molkereimaschinenhändlers geboren. Nach Abschluss des Realgymnasiums arbeitete er in der Firma seines Vaters. In einer jüdischen Farbenfabrik volontierte Becker im Jahre 1929, bevor er ab 1930 als Verwaltungsangestellter in der Hauptverwaltung des Bezirksverbandes Hessen des Landeshauptmanns in Kassel tätig wurde. Verwendet wurde Becker hier im Büro- und Kassendienst sowie im Gaujugendamt.
Zum 1. März 1937 trat er der NSDAP bei (Mitgliedsnummer 3.825.021). Bei seiner Vernehmung am 19. März 1949 durch die Staatsanwaltschaft Kassel (3a Js 794/48) lieferte er dafür eine der kuriosesten Begründungen unter den vielfältigen Erklärungsversuchen, die nach dem Krieg für den Parteieintritt zu hören waren: „Es wurde mir damals nahegelegt in die Partei einzutreten, da ich Leiter der Fußballmannschaft meiner Behörde war.“
Die Inspektorenprüfung für den gehobenen Verwaltungs- und Kassendienst bestand er 1940 mit der Gesamtnote „gut“, wurde allerdings noch nicht gleich verbeamtet. Eine Abordnung zum Jugendamt der Gauselbstverwaltung Danzig erfolgte ab Mitte 1940.
Auf Vorschlag von Herbert Linden, Ministerialrat vom Reichsministerium des Innern, dessen Ehefrau eine Cousine von Becker war, wurde er von der Zentraldienststelle T4 notdienstverpflichtet und hierfür vom Bezirksverband Hessen ab Januar/Februar 1941 freigestellt. Becker blieb jedoch weiterhin formal Angestellter des Bezirksverbandes, der sich Beckers Bezüge von der T4-Zentrale erstatten ließ. Verbunden mit dieser Dienstverpflichtung war eine höhere Gehaltsstufe.

In der T4-Zentrale arbeitete Becker zunächst in der Nachlassverwaltung, der auch die Zahngold-Verwertung der „Euthanasie“-Opfer oblag. Als Verwaltungsfachmann fand er die Zentraldienststelle T4 in einem verwaltungstechnischen Wirrwarr vor. In seiner Aussage vom 4. März 1947 vor der Staatsanwaltschaft Kassel erklärte Becker:

„Man hatte bei der Tötung von Geisteskranken an alles mögliche gedacht, aber auf dem Abrechnungssektor war eine Tarnungslücke übrig geblieben … Ich wurde dringend gebeten, doch wenigstens dem Verwaltungsdurcheinander abzuhelfen … Bei dieser Gelegenheit erkannte ich, wie völlig ahnungslos die offenbar alle aus Parteikreisen stammenden leitenden Persönlichkeiten in verwaltungsmäßiger Beziehung waren.“

Als Lösung schlug Becker die Gründung einer „Zentralverrechnungsstelle Heil- und Pflegeanstalten (ZVSt)“ als weiteres Schein-Unternehmen der Zentraldienststelle-T4 vor, die die Abrechnung mit den Kosten- bzw. Rententrägern zentral vornahm. Diese organisatorische Neuregelung brachte drei entscheidende Vorteile mit sich:
- Arbeitserleichterung für die diversen Aufnahmeanstalten und Kostenträger
- Ausgleich der unterschiedlichen Pflegesatzhöhen beim Anstaltswechsel
- Beitrag zur Geheimhaltung des Krankenmordes, da den Kostenträgern die tatsächlichen Sterbeorte nicht mehr bekannt wurden.

Als Nebenprodukt dieser Zentralisierung konnten weiterhin durch fingierte Sterbedaten noch für Zeiten nach dem Tod der Patienten die Unterbringungskosten von den Kostenträgern eingefordert werden. In der fortgeschrittenen Praxis wurde das offizielle Sterbedatum um etwa zwei Wochen über das tatsächliche Todesdatum hinausgeschoben. Die so gewonnenen erheblichen „Mehreinnahmen“ trugen Becker den Spitznamen „Millionen-Becker“ ein.
Leiter dieser Zentralverrechnungsstelle war offiziell der Geschäftsführer der Zentraldienststelle-T4 Dietrich Allers. Tatsächlich wurde sie jedoch von Becker als dessen formeller Vertreter geleitet. Dienstsitz war zunächst Berlin, Kanonierstraße 39. 1942 wurde die Dienststelle in die Wilhelmstraße 43a und schließlich in eine Baracke hinter dem Gebäude der Zentraldienststelle in der Tiergartenstraße 4 verlegt. 
Im weiteren Kriegsverlauf wurde die ZVSt im August 1943 in die NS-Tötungsanstalt Hartheim bei Linz ausgelagert. Verbunden damit war auch ein Aufgabenzuwachs für Becker. Nach dem Geschäftsverteilungsplan vom 6. August 1943 war er jetzt auch Büroleiter der Vergasungsanstalt, Leiter des NS-Sonderstandesamtes, der Ortspolizeibehörde sowie zuständig für die seit Sommer 1940 fiktive „Irrenanstalt Chelm (Verrechnungsstelle Deutschland)“, das Transportwesen, die Nachlassverwaltung, das Kurierwesen und für die „Abwicklungsverfahren“ der inzwischen aufgelassenen Vergasungsanstalten Bernburg, Brandenburg, Grafeneck, Hadamar und Sonnenstein. Schließlich fungierte er noch als Vertreter des Leiters der Dienststelle Attersee, d. h. für die ebenfalls ausgelagerte medizinische Hauptabteilung der Zentraldienststelle-T4 unter ihrem Leiter Hermann Paul Nitsche.
Im Herbst 1944 siedelte die ZVSt ins pommersche Schönfließ und Anfang 1945 in die Landesheil- und Pflegeanstalt Pfafferode bei Mühlhausen um, wo Becker das Kriegsende erlebte.
Als Dolmetscher der amerikanischen Besatzungstruppen verließ er mit diesen Thüringen, das dann zur sowjetischen Besatzungszone zählte. Ab Oktober 1945 arbeitete Becker nach seiner Kündigung beim Provinzialverband Kurhessen, als kaufmännischer Angestellter bei der amerikanischen Besatzungsmacht u. a. in der Verkaufsorganisation und als Manager im Kantinenbereich.
Ein Verhaftungsersuchen der Landeskriminalpolizei Thüringen vom Januar 1947 wurde vom Kasseler Polizeipräsidenten abgelehnt. Die Oberstaatsanwaltschaft Kassel eröffnete ein eigenes Ermittlungsverfahren. Dieses wurde jedoch am 19. Mai 1950 mit der Begründung eingestellt, dass ein ursächlicher Zusammenhang zwischen dem Handeln Beckers und den erfolgten Tötungen nicht feststellbar sei.
Becker arbeitete ab 1952 vorübergehend bei der Wirtschafts- und Organisationsberatung Hessischer Gemeinden in Offenbach und anschließend wieder bei einer US-Firma. 1953 versuchte er vergeblich eine Wiedereinstellung beim Landeswohlfahrtsverband Hessen, dem Nachfolger seines Vorkriegsarbeitgebers. Auch Bewerbungen beim Regierungspräsidium in Kassel 1958/59 blieben erfolglos. 
Becker war wieder bei US-Dienststellen in Bad Kreuznach tätig, als er am 7. Juni 1966 vom Frankfurter Generalstaatsanwalt Fritz Bauer in Untersuchungshaft genommen wurde. Am 27. Oktober 1966 entlassen, wurde er am 15. April 1970 erneut inhaftiert, nachdem die Generalstaatsanwaltschaft Frankfurt/M. am 7. November 1967 Anklage wegen Beihilfe zum Mord gegen ihn und den Vergasungsarzt Georg Renno sowie Friedrich Lorent, den ehemaligen Leiter der Hauptwirtschaftsabteilung der T4-Zentraldienststelle, erhoben hatte. 

Am 25. Mai 1970 wurde Becker vom Schwurgericht des Landgerichts Frankfurt/M. wegen Beihilfe zum Mord an 24540 Geisteskranken und 3228 KZ-Häftlingen zu einer Gesamtstrafe von zehn Jahren Freiheitsentzug verurteilt (Ks 1/69). In seinem Schlusswort lehnte Becker jede Verantwortung ab:

„Zum Schluß möchte ich noch sagen, daß ich in die Aktion verstrickt worden bin, ohne etwas davon zu wissen oder zu verstehen … Mir ist es so ergangen wie vielen anderen Deutschen, die an dem Platz arbeiten mußten, wo sie hingestellt wurden. Was Hartheim angeht, so ist es mir ein unerträglicher Gedanke, für etwas zu sühnen, was ich nicht getan habe.“

Vier Jahre verbrachte Becker in den Gefängnissen Diez und Kassel, dann wurde er am 6. September 1974 wegen Vollzugsunfähigkeit aus der Haft entlassen.